# 수능날만점시험지를휘날리자
수능날만점시험지를휘날리자(줄여서 수만휘)는 네이버 카페에 있는 대한민국의 대학 입시 커뮤니티이다.